# Mojo Tour 2010

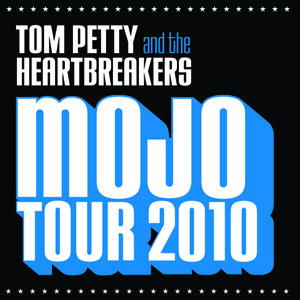
Capa do álbum de Tom Petty intitulado "Mojo Tour 2010"

Mojo Tour 2010 é um álbum ao vivo lançado por Tom Petty and the Heartbreakers. Foi lançado exclusivamente pelo site oficial de Tom Petty em 14 de dezembro de 2010 como um download gratuito para quem comprou um ingresso para sua turnê de verão de 2010. Anteriormente, o Mojo também era distribuído como um download digital gratuito para os mesmos clientes de ingressos para a turnê de verão.
Uma edição ampliada do Mojo Tour 2010 também foi lançada na mesma data para os membros do Highway Companions Club que ingressaram no clube entre 23 de fevereiro de 2010 e 24 de fevereiro de 2011. A edição ampliada tem 73 minutos de duração e inclui seis faixas ao vivo adicionais da turnê de verão.
O download foi disponibilizado em três formatos diferentes. MP3 de 320K (alta qualidade), Apple Lossless (alta qualidade) e FLAC (alta qualidade).

## Lista de músicas
| N.º            | Título                                        | Location                                                    | Duração |  |
| 1.             | "King’s Highway" (June 16, 2010)              | Rexall Place, Edmonton, Alberta                             | 3:37    |  |
| 2.             | "You Don’t Know How It Feels" (July 31, 2010) | Wachovia Arena, Filadélfia, Pensilvânia                     | 6:27    |  |
| 3.             | "I Won’t Back Down" (September 19, 2010)      | Verizon Wireless Amphitheater, Charlotte, Carolina do Norte | 3:04    |  |
| 4.             | "Drivin’ Down To Georgia" (August 11, 2010)   | Philips Arena, Atlanta, Georgia                             | 6:37    |  |
| 5.             | "Breakdown" (August 15, 2010)                 | Jiffy Lube Live, Bristow, Virginia                          | 7:29    |  |
| 6.             | "I Should Have Known It" (June 16, 2010)      | Rexall Place, Edmonton, Alberta                             | 4:22    |  |
| 7.             | "Good Enough" (July 31, 2010)                 | Wachovia Arena, Filadélfia, Pensilvânia                     | 5:56    |  |
| 8.             | "Runnin’ Down A Dream" (October 7, 2010)      | U.S. Airways Arena, Phoenix, Arizona                        | 5:40    |  |
| Duração total: | Duração total:                                | Duração total:                                              | 43:12   |  |

| Edição estendida |                                               |                                                              |         |  |
| N.º              | Título                                        | Localização                                                  | Duração |  |
| 1.               | "Listen To Her Heart" (June 25, 2010)         | Summerfest-Marcus Amphitheater, Milwaukee, Wisconsin         | 3:38    |  |
| 2.               | "King’s Highway" (June 16, 2010)              | Rexall Place, Edmonton, Alberta                              | 3:26    |  |
| 3.               | "You Don’t Know How It Feels" (July 31, 2010) | Wachovia Arena, Filadélfia, Pensilvânia                      | 6:27    |  |
| 4.               | "I Won’t Back Down" (September 19, 2010)      | Verizon Wireless Amphitheater, Charlotte, Carolina do Norte  | 3:04    |  |
| 5.               | "Drivin’ Down To Georgia" (August 11, 2010)   | Philips Arena, Atlanta, Georgia                              | 6:37    |  |
| 6.               | "Breakdown" (August 15, 2010)                 | Jiffy Lube Live, Bristow, Virginia                           | 7:29    |  |
| 7.               | "Jefferson Jericho Blues" (August 1, 2010)    | Wachovia Arena, Filadélfia, Pensilvânia                      | 3:41    |  |
| 8.               | "First Flash Of Freedom" (August 1, 2010)     | Wachovia Arena, Filadélfia, Pensilvânia                      | 6:27    |  |
| 9.               | "Running Man’s Bible" (September 18, 2010)    | Time Warner Cable Music Pavilion, Raleigh, Carolina do Norte | 6:10    |  |
| 10.              | "I Should Have Known It" (June 16, 2010)      | Rexall Place, Edmonton, Alberta                              | 4:13    |  |
| 11.              | "Good Enough" (July 31, 2010)                 | Wachovia Arena, Filadélfia, Pensilvânia                      | 5:56    |  |
| 12.              | "Refugee" (June 12, 2010)                     | Gorge Amphitheater, Quincy, Washington                       | 5:07    |  |
| 13.              | "Runnin’ Down A Dream" (October 7, 2010)      | U.S. Airways Arena, Phoenix,_Arizona                         | 4:57    |  |
| 14.              | "American Girl" (June 16, 2010)               | Rexall Place, Edmonton, Alberta                              | 5:23    |  |
| Duração total:   | Duração total:                                | Duração total:                                               | 72:35   |  |

## Pessoal
- Tom Petty - vocal, guitarra acústica e elétrica de 6 e 12 cordas, percussão
- Mike Campbell - guitarra, slide, guitarra de 12 cordas, bandolim, cítara elétrica
- Benmont Tench - pianos acústicos e elétricos, Hammond e órgãos de combinação, sintetizador, vocal de acompanhamento
- Ron Blair - baixo, vocal de apoio
- Scott Thurston - guitarra rítmica, sintetizador, gaita, vocal de apoio
- Steve Ferrone - bateria, percussão